# Comuna Poduri, Bacău
Poduri (în germană Podúr) este o comună în județul Bacău, Moldova, România, formată din satele Bucșești, Cernu, Cornet, Negreni, Poduri (reședința), Prohozești și Valea Șoșii.

## Geografie
Comuna se află în partea central-vestică a județului, pe malul drept al Tazlăului Sărat acolo unde primește apele afluenților săi Brănești, Valea Șoșii, lângă orașul Moinești; estul comunei se află în bazinul hidrografic al Cernului, un alt afluent al Tazlăului. Este străbătută de șoseaua județeană DJ117, care o leagă spre vest de Moinești (unde se termină în DN2G) și spre sud de Berzunți și Livezi (unde se termină în DN11).
Forma de relief dominantă sunt interfluvii plane cu altitudinea medie de 400m, fiind mărginite de versanți și afectate de alunecări de teren. Pe teritoriul comunei persistă o climă temperat-continentală, corespunzatoare Subcarpatilor Moldovei, temperaturile medii anuale sunt cuprinse între 7-8 °C față de 10 °C pe țară. Lunile bogate in precipitații sunt mai,iunie si iulie. Precipitatiile medii anuale sunt de 653 mmHG/m². Grindina este destul de frecventa și produce numeroase paugube. Caracteristic comunei sunt brumele timpurii de toamnă târzie și de primavară.

## Demografie
Componența etnică a comunei Poduri
     Români (89,77%)
     Romi (2,95%)
     Alte etnii (7,29%)
Componența confesională a comunei Poduri
     Ortodocși (89,45%)
     Alte religii (3,04%)
     Necunoscută (7,51%)
Conform recensământului efectuat în 2021, populația comunei Poduri se ridică la 7.367 de locuitori, în creștere față de recensământul anterior din 2011, când fuseseră înregistrați 6.962 de locuitori. Majoritatea locuitorilor sunt români (89,77%), cu o minoritate de romi (2,95%). Din punct de vedere confesional, majoritatea locuitorilor sunt ortodocși (89,45%), iar pentru 7,51% nu se cunoaște apartenența confesională.

## Politică și administrație
Comuna Poduri este administrată de un primar și un consiliu local compus din 15 consilieri. Primarul, Diana-Narcisa Miclăuș[*], de la Partidul Social Democrat, este în funcție din octombrie 2020. Începând cu alegerile locale din 2024, consiliul local are următoarea componență pe partide politice:
|  | Partid                          | Consilieri | Componența Consiliului | Componența Consiliului | Componența Consiliului | Componența Consiliului | Componența Consiliului | Componența Consiliului | Componența Consiliului | Componența Consiliului | Componența Consiliului | Componența Consiliului | Componența Consiliului | Componența Consiliului |
|  | ------------------------------- | ---------- | ---------------------- | ---------------------- | ---------------------- | ---------------------- | ---------------------- | ---------------------- | ---------------------- | ---------------------- | ---------------------- | ---------------------- | ---------------------- | ---------------------- |
|  | Partidul Social Democrat        | 12         |                        |                        |                        |                        |                        |                        |                        |                        |                        |                        |                        |                        |
|  | Partidul Național Liberal       | 2          |                        |                        |                        |                        |                        |                        |                        |                        |                        |                        |                        |                        |
|  | Alianța pentru Unirea Românilor | 1          |                        |                        |                        |                        |                        |                        |                        |                        |                        |                        |                        |                        |

## Istorie
La sfârșitul secolului al XIX-lea, comuna făcea parte din plasa Muntelui a județului Bacău și era formată din satele Brănești, Podurile, Prohogești, Valea Sosei, Rusăești și Schitu Savu, având în total 2416 locuitori. Existau în comună o școală mixtă cu 31 de elevi și șapte biserici (câte două la Prohogești, Podurile și Valea Soasei și una la Rusăești), iar principalii proprietari de terenuri erau Eufrosina Crupenschi, Alecu Benea, C. Ghindaru, Agripina Botezatu, Maria Botezatu, D. Popovici și Dionisie Climescu (episcopul ortodox al Buzăului).  La acea vreme, pe teritoriul actual al comunei mai funcționa în aceeași plasă și comuna Bucșești, formată din satele Bucșești, Cernu, Cornitu, Băieni, Turluianu și Lereni, cu 2015 locuitori. În comună erau patru biserici ortodoxe (două la Bucșești, câte una la Cornitu și Cernu) și o școală mixtă cu 16 elevi (dintre care 2 fete) la Bucșești, iar proprietari funciari erau col. Leonida Iarca, Gr. Săcară, D. Eftasiade, D. Dediu și Anica Moldovan.
Anuarul Socec din 1925 consemnează comunele în plasa Comănești a aceluiași județ. Comuna Bucșești era formată din satele Băieni, Bucșești, Cernu și Cornet și din cătunele Buda, Lereni și Secătura, având în total 2234 de locuitori, iar comuna Poduri avea 2732 de locuitori în satele Brănești, Negreni, Poduri, Prohozești, Rusăești și Valea Soșii.
În 1950, cele două comune au fost transferate raionului Moinești din regiunea Bacău. În 1968, ele au revenit la județul Bacău, reînființat, iar comuna Bucșești a fost desființată, satele ei trecând la comuna Poduri; tot atunci, au fost desființate satele Brănești și Rusăești (comasate cu Poduri), Băieni (comasat cu Cernu), și Lereni (comasat cu Bucșești).

## Monumente istorice
În comuna Poduri se află situl arheologic de interes național de pe dealul Ghindaru, lângă fostul sat Rusăești (astăzi parte a satului Poduri), la 500 m nord-vest de biserica de lemn „Sfinții Voievozi”. Situl cuprinde urmele unei așezări neolitice aparținând culturii pre-Cucuteni, ale unei așezări eneolitice aparținând culturii Cucuteni, precum și un mormânt din Epoca Bronzului (cultura Costișa).
În rest, patru alte obiective din comună sunt incluse în lista monumentelor istorice din județul Bacău. Unul este un alt sit arheologic, așezarea fortificată de la „Siliște”, aflată la nord-vest de biserica de lemn, pe malul drept al Tazlăului Sărat, în dreptul satului Prohozești, sit unde s-au descoperit urmele unei așezări fortificate din eneolitic (cultura Cucuteni). Celelalte trei sunt clasificate ca monumente de arhitectură: școala din satul Poduri (1915), biserica de lemn „Sfinții Voievozi” (secolul al XVIII-lea) din fostul sat Rusăești (astăzi în satul Poduri), și biserica de lemn cu același hram din satul Prohozești, ridicată în 1800 și refăcută în 1860.

## Personalități născute aici
- Nicolae Șova (1885 - 1966), general, om politic;
- Gherasim Iscu (1912 - 1951), călugăr ortodox, canonizat ca sfânt;
- Neculai Agachi (1925 - 1997), om politic comunist.